# Jastrząb (Silésie)
Pour les articles homonymes, voir Jastrząb.
Jastrząb est une localité polonaise de la gmina de Poraj, située dans le powiat de Myszków en voïvodie de Silésie.